# Avinguda d'Aguilera
L'avinguda d'Aguilera és una avinguda d'Alacant. Es perllonga en direcció est-oest i serveix com a límit a quatre barris: Alipark i Sant Ferran-Princesa Mercé, que queden al nord; i Benalua i Polígon del Baver, que queden al sud. L'avinguda deu el seu nom a José Carlos Aguilera (1848-1900), IV marquès de Benalua, qui va finançar les obres de construcció del barri de Benalua, al qual deu el seu nom.
En origen, es tractava la carretera d'eixida i entrada de la ciutat pel seu costat oest, abans del creixement de la ciutat en els anys 60. Articulava una gran intensitat industrial, car a un dels seus costats se situaven indústries que posteriorment desapareixerien amb la urbanització dels barris d'Alipark i Sant Ferran-Princesa Mercé. No obstant això, manté la seua funció d'entrada i eixida dels barris de l'oest al centre de la ciutat, la qual cosa la fa una avinguda amb una alta densitat de trànsit.
En el seu extrem est, l'avinguda Aguilera enllaça amb la glorieta de l'Estrela, que dona accés a altres tres importants vies de la ciutat: les avingudes d'Òscar Esplà (cap al sud), Maisonnave (cap a l'est) i Salamanca (cap al nord). En aquest extrem, donen a l'avinguda els terrenys de l'Estació d'Alacant-Terminal i el Teatre Arniches (en el número 1 de la via). En el seu recorregut cap a l'oest, donen a l'avinguda altres edificis reseñables, com el Mercat Municipal de Benalua, el Col·legi Públic José Carlos Aguilera, el Palau de Justícia d'Alacant i Càritas Diocesana d'Alacant. També donava a aquesta avinguda l'edifici de Radiotelevisió Valenciana a Alacant, fins a la seua desaparició en 2013. En el seu extrem oest, l'avinguda es bifurca en dues vies: la seua prolongació (cap al nord-oest), que a partir d'aquest punt passa a denominar-se avinguda d'Oriola, i el carrer Periodista Rafael González Aguilar (cap al sud-oest). Entre ambdues vies es troba l'Aula Municipal de Cultura Xalet de l'Enginyer de Tramvies.